# Taman Harjo
Taman Harjo is een bestuurslaag in het regentschap Ogan Komering Ulu van de provincie Zuid-Sumatra, Indonesië. Taman Harjo telt 1355 inwoners (volkstelling 2010).